# دواریگ
دواریگ (انگلیسی: Duarig) شرکت تجهیزات ورزشی و پوشاک فرانسوی است، که در سال ۱۸۸۶ تأسیس شد.